# Vanga de Pollen
La vanga de Pollen (Xenopirostris polleni) és un ocell de la família dels vàngids (Vangidae).

## Hàbitat i distribució
habita boscos de les terres baixes del nord-oest i est de Madagascar.